# Schwaigfurter Weiher
Der Schwaigfurter Weiher ist ein Stillgewässer im Gebiet der baden-württembergischen Stadt Bad Schussenried im Landkreis Biberach in Deutschland.

## Lage
Der rund 14 Hektar große Schwaigfurter Weiher mit einer Insel in der Mitte liegt etwa zweieinhalb Kilometer südlich der Bad Schussenrieder Stadtmitte auf einer Höhe von 548,1 m ü. NHN, nördlich der Kreisstraße 7559 von Otterswang nach Laimbach.

## Hydrologie
Der Weiher wurde 1480 vom Prämonstratenserkloster Schussenried zum Betrieb der Mühle sowie zur Fischzucht aufgestaut, heute ist er in Privatbesitz.
Sein Einzugsgebiet erstreckt sich auf 2.474 Hektar. Die Größe der Wasseroberfläche beträgt 13,8 Hektar, bei einer durchschnittlichen Tiefe von 1,3 Meter und einer maximalen Tiefe von 2,9 Meter ergibt sich ein Volumen von rund 181.000 Kubikmeter.
Hauptzuflüsse des Weihers sind die Schussen, der Finsterbach und  der Krebsbach. Die Schussen entwässert ihn auch zum  Bodensee, zum Rhein und letztlich zur Nordsee.

## Ökologie
Seit 2005 sind Bad Schussenried sowie Aulendorf und Ingoldingen (nur Einzugsgebiet) mit dem Schwaigfurter Weiher am Aktionsprogramm zur Sanierung oberschwäbischer Seen beteiligt. Ein wichtiges Ziel dieses Programms ist, Nährstoffeinträge in Bäche, Seen und Weiher zu verringern und die Gewässer dadurch in ihrem Zustand zu verbessern und zu erhalten.
Das Einzugsgebiet des Sees wird zu 15 Prozent für die Wald- und 70 Prozent für die Landwirtschaft – davon 40 Prozent Grün- und 60 Prozent Ackerland – genutzt.
| Jahr                                     | 2005  | 2010  | 2015  | 2020  |
| Gesamt PO4-Phosphor (µg/l)               | 50,00 | 59,00 | 46,00 | 64,00 |
| Chlorophyll a (µg/l)                     | 14,00 | 5,60  |       |       |
| Chlorophyll a-Spitze (µg/l)              | 33,00 | 14,00 |       |       |
| anorganischer Gesamt-Stickstoff a (mg/l) | 2,37  | 2,39  |       |       |
| Sichttiefe (m)                           | 1,50  | 1,50  |       |       |
| Trophiestufe                             |       |       |       | e2    |

## Schutzgebiete
Der Schwaigfurter Weiher ist Teil des ihn umgebenden Naturschutzgebiets „Schwaigfurter Weiher“ sowie des FFH-Gebiets „Feuchtgebiete um Bad Schussenried“.

## Fauna und Flora

### Flora
Am und im Weiher sind folgende Arten (Auswahl) beschrieben: Ähriges Tausendblatt (Myriophyllum spicatum), Gelbe Teichrose (Nuphar lutea) und Weiße Seerose (Nymphaea alba), Gewöhnliche Armleuchteralge (Chara vulgaris) und Zerbrechliche Armleuchteralge (Chara globularis), Kanadische Wasserpest (Elodea canadensis) und Schmalblättrige Wasserpest (Elodea nuttallii), Kleine Wasserlinse (Lemna minor L.) sowie Quellmoos (Fontinalis antipyretica).

### Fauna
Im Weiher sind Karpfen und Schleien eingesetzt, in seinem Uferbereich leben Bläss-, Teich- und Wasserralle, Hauben- und Zwergtaucher, Höckerschwan, Tefel- und Reiherente sowie Teichrohrsänger und Rohrammer.